# Edouard de Bièfve
Edouard de Bièfve (født 4. december 1808 i Bryssel, død 7. februar 1882 sammesteds) var en belgisk maler. 
de Bièfve kom på kunstakademiet i sin fødeby og blev videre uddannet i historiemaleren Paelincks atelier og derefter i Paris. Efter en lidet karakteristisk virksomhed brød han med Grev Ugolino og sønnerne i fængslet (1836) nye baner for sin kunst; det var den gryende belgiske malerskole med Wappers og andre som førere og van Dyck som koloristisk mønster, han nu sluttede sig til. Hans hovedværk er: Den nederlandske adels kompromis, 1566 (1841, i det belgiske Nationalmuseum i Bryssel; en kopi i mindre målestok i Berlins Nationalgalleri) fik under den runde, det gjorde sammen med Gallaits Karl V's tronfrasigelse i tyske byer 1843 (et formeligt "triumftog"), stor indflydelse på daværende tysk kunst; dets kraftige kolorit og tekniske bravour blændede de ikke koloristisk forvænte tyskeres øjne. de Bièfves senere produktion (Karl I hænger guldkæden om Rubens, Belgien, som grunder kongedømmet) med flere indfriede ikke de givne løfter, og inden sin død var han allerede så temmelig en glemt mand. 